# El Escorpión (historieta)

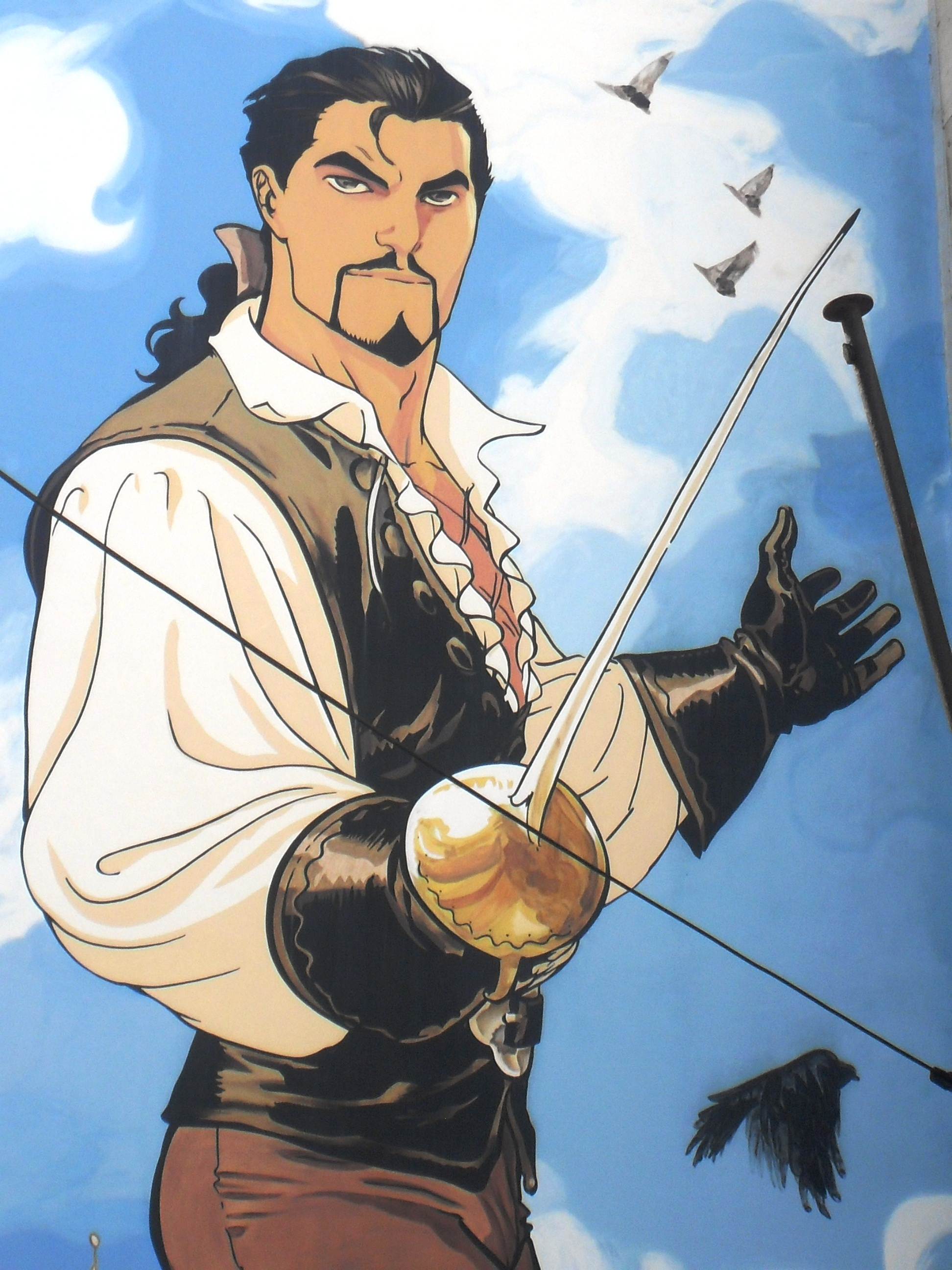
Mural de El Escorpión en Bruselas

El Escorpión (en francés Le Scorpion) es una serie de historietas franco-belga escrita por Stephen Desberg, e ilustrada por Enrico Marini. La serie es publicada por Dargaud en francés y holandés.

## Resumen
La historia se desarrolla en la Roma de la segunda mitad del siglo XVIII.  Armando Catalano, es hijo de una hereje que fue quemada viva como bruja por alejar a un sacerdote de la iglesia y las creencias cristianas. Catalano lleva  una marca de nacimiento en el hombro derecho en forma de escorpión, conocida como la «marca del diablo», de donde le viene su alias de «el Escorpión». Al crecer, Catalano se hace traficante de reliquias sagradas: Gracias a su conocimiento de los textos paleocristianos y medievales, recorre las catacumbas en busca de los restos mortales de los santos, que luego vende a la rica burguesía romana por mucho dinero. Al hacerlo, a menudo tiene que enfrentarse a la Guardia Suiza, el ejército del Vaticano, y en particular al cardenal Trebaldi, el poderoso prefecto de la Congregación para la Doctrina de la Fe (la antigua Inquisición), responsable de la muerte de la madre de Catalano, y quien es de hecho el heredero de una de las nueve familias que, desde la caída del Imperio Romano, han decidido en secreto el destino de Europa, apoyándose en la Iglesia y en el papado.
Catalano desafía la autoridad del cardenal, y este, aparentemente lleno de odio hacia El Escorpión, envía a la joven gitana Mejai, especialista en venenos, a matarlo, pero su misión fracasa y el destino la acerca a Armando. En su búsqueda y aventuras, el Escorpión recibe la ayuda del Húsar, un criador de pollos y antiguo mercenario.
Las aventuras del Escorpión lo llevan al tesoro de los Templarios y a descubrir una interpretación de lo que pudo haberle pasado. Entre ficción e historia, esta historieta presenta una aproximación maquiavélica respecto a la autoridad religiosa.

## Personajes
- Armando Catalano alias El Escorpión, contrabandista de reliquias y excelente esgrimista
- Méjaï, una joven gitana versada en venenos
- El cardenal Cosimo Trebaldi, un eclesiástico despiadado y torturador
- Aristóteles Weindorf alias El Húsar, el fiel compañero del Escorpión
- Rochnan, el sirviente del Cardenal
- Ferron y Fenice, dos aventureros buscadores de tesoros
- Nelio Trebaldi, el joven hermano del Cardenal con una sexualidad ambigua
- Ansea Latal, heredera de una de las Nueve Familias Gobernantes
- Marie-Ange de Sarlat, embajadora (con su hermano) del rey de Francia ante el Papa
- Orazio Trebaldi, padre de Cosimo y Nelio y patriarca de la familia.
- Aurelio Latal, patriarca de la familia Latal

### Las nueve familias
Una "alianza" de nueve familias creada en la época de la República Romana.
- Los Trebaldi
- Los Latales
- Los De Vaulnay
- Los Guarini
- Los Delamorley
- Los Cavalieri

## Inspiraciones
Los dos autores (y en particular Marini) son aficionados a las películas de capa y espada, como Scaramouche, con actores como Jean Marais, y la historieta es fundamentalmente un homenaje a este género, incluso volviendo a a ver juntos películas de estas para crear el universo de la serie. Por ejemplo, el nombre del héroe, Armando Catalano, es en realidad el del actor que fue elegido inicialmente por Walt Disney para interpretar a Don Diego de la Vega en la serie del Zorro, emitida entre 1957 y 1961. Las principales características del Escorpión, de reflejos rápidos, hábil con la espada, seductor, etc., lo convierten en un personaje muy "romántico", típico del género.
Respecto al escenario, Desberg se inspiró en la historia del papado, y en grabados de la época. Los autores llegaron incluso a buscar a un esgrimista francés, que había sido doble de Jean Marais y Alain Delon en El tulipán negro, para aprender no solo de esgrima, sino de los códigos de honor vigentes en la época.

## Álbumes
Estos álbumes son publicados por Dargaud :
1. La marque du diable - octubre de 2000
2. Le secret du Pape - octubre de 2001
3. La croix de Pierre - noviembre de 2002
4. Le Démon au Vaticano - abril de 2004
5. La vallée sacrée - noviembre de 2004
6. El tesoro del templo - octubre de 2005
7. Au Nom du Père - noviembre de 2006
8. L'ombre de l'Ange - noviembre de 2008
9. Masque de la Vérité - agosto de 2010
10. Au nom du fils - noviembre de 2012[3]
11. La nueva familia - noviembre de 2014
12. Le Mauvais Augure - 2019